# Рибниця (ліва притока Дністра)
Ри́бниця — річка в Україні, в межах Кодимського району Одеської області, а також у Молдові (Придністров'я). Ліва притока Дністра (басейн Чорного моря). 

## Опис
Довжина бл. 55 км (в межах України — 13 км). Річище помірно звивисте. Долина вузька, глибока (в нижній течії — каньйоноподібна), порізані балками і ярами. Заплава місцями одностороння.

## Розташування
Рибниця бере початок на південний захід від села Петрівки. Тече спершу на південний схід і південь, від села Тимкове — на південний захід, у пониззі — на захід. Впадає до Дністра біля південно-західної околиці міста Рибниці. 
- У середній течії річкою впродовж бл. 12 км проходить українсько-молдовський кордон.